# Tadashi Akiyama
Pour les articles homonymes, voir Akiyama.
Tadashi Akiyama (秋山 匡) est un auteur et illustrateur japonais d'albums jeunesse illustrés. Il est depuis 2009 édité en France par les éditions nobi nobi !.

## Biographie
Tadashi Akiyama est né à Tokyo le 23 juillet 1964. Il fait ses études à la faculté des Beaux-arts de la capitale, d’où il ressort avec un diplôme de la section design en 1988, puis il se lance dans la création de livres pour enfants.
Avide de rencontres avec ses lecteurs, Tadashi Akiyama parcourt régulièrement l’archipel nippon afin d’animer des séances de lecture vivantes et très prisées par les enfants, autour de ses albums.
Auteur extrêmement prolifique, ses séries de personnages emblématiques sont régulièrement adaptées en dessins animés.

## Prix reçus
- Prix Nouveau Talent lors du 14e Concours du livre d’images des éditions Kodansha pour Fushigi na carnival ("Le carnaval mystérieux") en 1992
- Prix National du Livre d’images pour Hayaku nete yo ("Va vite te coucher !")en 1995.

## Titres publiés en France
- Bonjour Tamago !, publié chez nobi nobi !
- Dur dur d'être Tamago, publié chez nobi nobi !
- Tamago... Transformation !, publié chez nobi nobi !